# Шершавый плоскоголов-сорубим
Шершавый плоскоголов-сорубим (лат. Sorubim lima) — вид сомообразных из семейства пимелодовых (Pimelodidae). Распространены в Южной Америке: в бассейне Амазонки, а также в реках Венесуэлы и Парагвая.

## Внешний вид
В природе достигает длины 55 см, в неволе — 20—30 см. Спина тёмного цвета, брюхо белое. Вдоль спины проходит узкая, серебристая полоса. По бокам тянется широкая, чёрная полоса. Глаза большие. Усы длинные, торчащие.

## Содержание
Содержать рыб можно с другими видами крупных, но неагрессивных рыб. Аквариум должен быть прямоугольным, вытянутым, объёмом от 150 до 200 л. Жёсткость воды до 20 °dH, рН 6,5—7,8, температура 23—30 °С. Кормить можно мелкой живой сорной рыбой, а также филе рыбы, кусочками кальмара, креветками.